# Sardis (Alabama)
Sardis, también conocida como Berlín, es una comunidad no incorporada en el condado de Dallas, Alabama, Estados Unidos.

## Historia
En 1856 se estableció una oficina de correos llamada Sardis. La comunidad recibió su nombre de la ciudad bíblica de Sardes (en inglés: Sardis).
Sardis tiene un sitio incluido en el Registro Nacional de Lugares Históricos, la Casa de J. Bruce Hain.